# 阿尔高铁路 (巴伐利亚)
巴伐利亚的阿尔高铁路（德語：Bayerische Allgäubahn）是一条由德國慕尼黑经布赫洛厄、考夫博伊伦及肯普滕至林道的铁路线，其大部分路段为双轨、非电气化铁路。其中布赫洛厄－林道区间在最初是作为路德维希南北铁路的一部分所修建。而慕尼黑－盖尔滕多夫区间则于1968年实现了电气化。该铁路在德国铁路的行车时刻表中被标识为970号。
该铁路计划在2020年前于盖尔滕多夫－布赫洛厄区间、黑尔加茨－林道区间连同布赫洛厄经梅明根至黑尔加茨的铁路进行电气化改造，共计需要3.1亿欧元的建设资金。

## 历史
阿尔高铁路从布赫洛厄至林道的西段原为路德维希南北铁路的一部分，后者的线路走向是从霍夫经奥格斯堡及肯普滕至林道。首个从布赫洛厄至考夫博伊伦的20.3公里长的路段于1847年9月1日建成通车。其次是全长42.52公里、经由路德维希国王桥（后由上伊勒河大桥所取代）通往肯普滕中央车站的路段在1852年5月1日建成。而通往伊门施塔特的21.66公里路段是在1853年5月1日通车。继续前往上施陶芬的16.85公里路段以及全长51.51公里抵达终点林道的路段则分别于同年9月1日及10月12日完工。随后，全长11.81公里的布赫洛厄－考弗灵铁路于1872年11月1日建成。该线路的最后一节，由慕尼黑经帕辛及盖尔滕多夫至考弗灵的56.18公里长的路段也最终在1873年5月1日投入运营。线路最初的单线铁路于1907年被扩建至复线铁路。而迄今为止，仅有慕尼黑－盖尔滕多夫之间全长42.1公里的路段实现了电气化，以满足S-Bahn的运行需求。

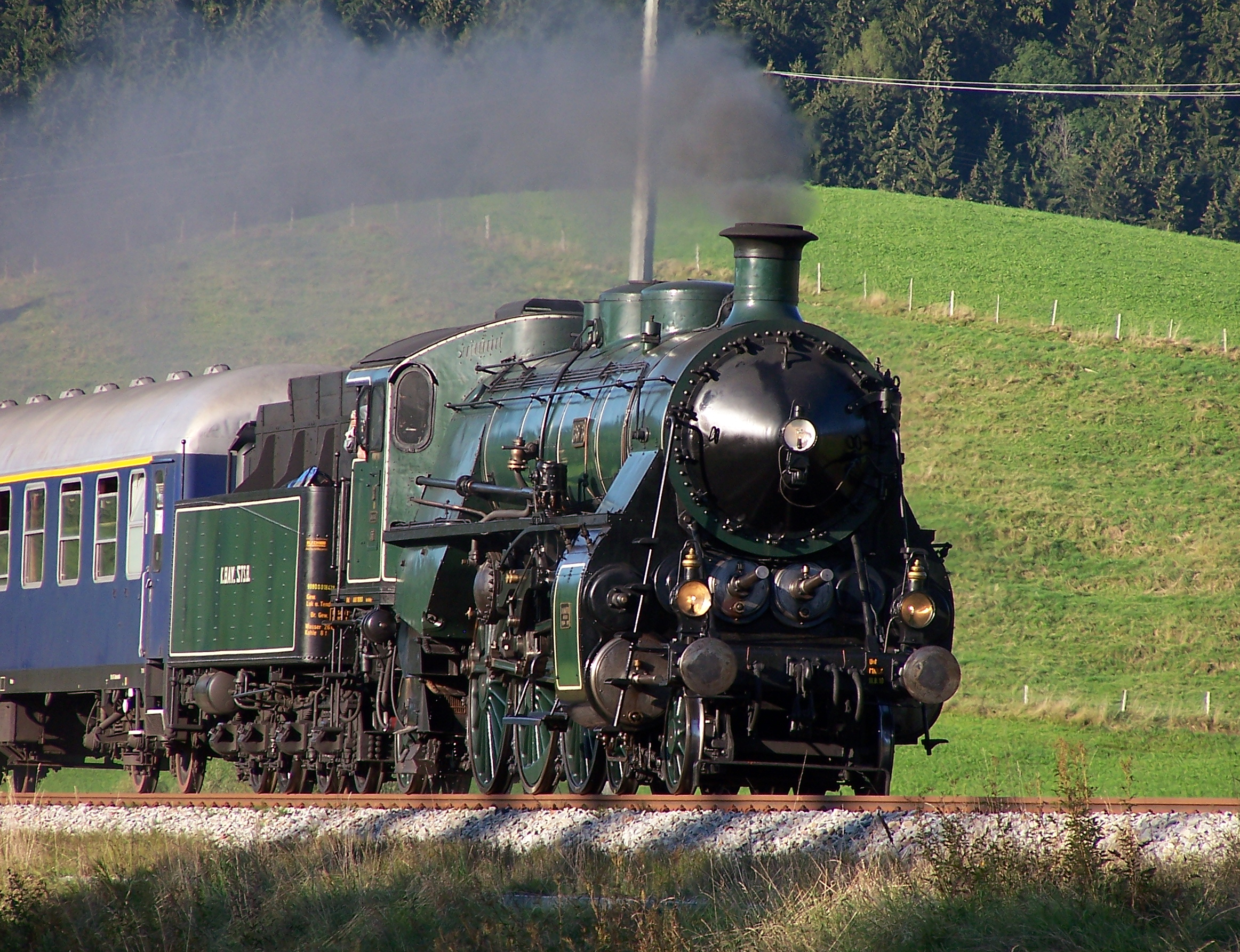
巴伐利亚S3/6型蒸汽机车运行于阿尔高铁路

直至1960年代中期，当V200型柴油机车被引入后，慕尼黑至林道间的行车时间才得以缩短了约30分钟。而在此之前，阿尔高铁路的牵引主力均是蒸汽机车。因此，巴伐利亚S3/6型蒸汽机车（后改称德国联邦铁路18型）在这里提供了数十年的高品质服务，当中包括国际性的快速列车服务。迟至1967年，它仍被用于担当牵引直通列车类别。
公铁两用巴士仅在1954年5月23日至1958年5月31日期间被运用了较短的一段时光，其运行线路是先从奥格斯堡利用公路前往普福尔岑；随后驶入铁路，经由阿尔高铁路、马克特奥伯多夫－莱希布鲁克铁路直至罗斯豪普滕，并在当地再度利用公路抵达终点菲森。
由于具有苛刻的线路特性，几乎每一款来自联邦铁路中央局的柴油机车型号都会来到阿尔高铁路进行测试。当中便包括产量仅有1台的232 001号机车，这是德国联邦铁路当时投入运营的唯一一款六轴柴油机车。
自1967年起，德国联邦铁路计划将慕尼黑－盖尔滕多夫之间的路段纳入慕尼黑S-Bahn的运行线路。于是在1967年夏天，这一区间便开始了电气化改造施工，并于1968年9月29日开行了由慕尼黑－盖尔滕多夫的首班电气化短途列车服务。电气化改造使得两地的行车时间由78分钟缩短至40分钟。此外，德铁还将该区间原有的机械信号机替换为按钮信号机，并配合未来的S-Bahn车站对月台进行了相应的加高及延长。1972年5月28日，慕尼黑S-Bahn正式运营，其中4号线担当每40分钟一班前往盖尔滕多夫的服务。
自2003年末开始，alex（原阿尔高快车，2007年至2010年被称为“爱瑞发地方铁路快车”）开始在阿尔高铁路经营列车服务。
至2010年12月12日起实施的运行图调整中，海门基希的停车点被重新启用。它主要服务于来往于奥格斯堡、纽伦堡及肯普滕、梅明根、乌尔姆之间的区域快车。alex列车则较少在此停站。

## 走向
从慕尼黑中央车站至慕尼黑-帕辛车站的运行线路是与慕尼黑城铁主线齐平。阿尔高铁路在帕辛会岔开两条线路，分别为慕尼黑－加爾米施-帕滕基興铁路和慕尼黑－奥格斯堡铁路。此时线路直至艾谢瑙之前基本上是笔直的。从艾谢瑙出发后不久会稍向左弯继续前往菲尔斯滕费尔德布鲁克，之后线路再继续直行通向格拉夫拉特。
线路在经过两条拉长的弯道后便来到蒂尔肯费尔德，随后再继续笔直行至盖尔滕多夫。在盖尔滕多夫车站，阿尔高铁路会横穿阿默湖铁路。此外，线路在离开盖尔滕多夫后便不再通电。在抵达已废弃的施瓦布豪森车站前，路基在很大程度上仍然维持笔直状态，而从施瓦布豪森则会通过一个右弯前往考弗灵。在抵达考弗灵之前，则需借助一座桥梁跨越莱希河。在考弗灵则会有岔道连接至博宾根－莱希河畔兰茨贝格铁路。
继续笔直行进的线路一直延伸至布赫洛厄，并在进入布赫洛厄之前与来自奥格斯堡的线路并轨。从布赫洛厄会引出一条前往梅明根的支线。阿尔高铁路的主线则在继续前往普福尔岑时需要爬越一个笔直的缓坡，而在抵达考夫博伊伦之前，线路还会经历一个小幅度的右弯及左弯。离开比森霍芬后依然是一个小幅的爬坡路段。比森霍芬车站则设有岔道连接比森霍芬－菲森铁路。

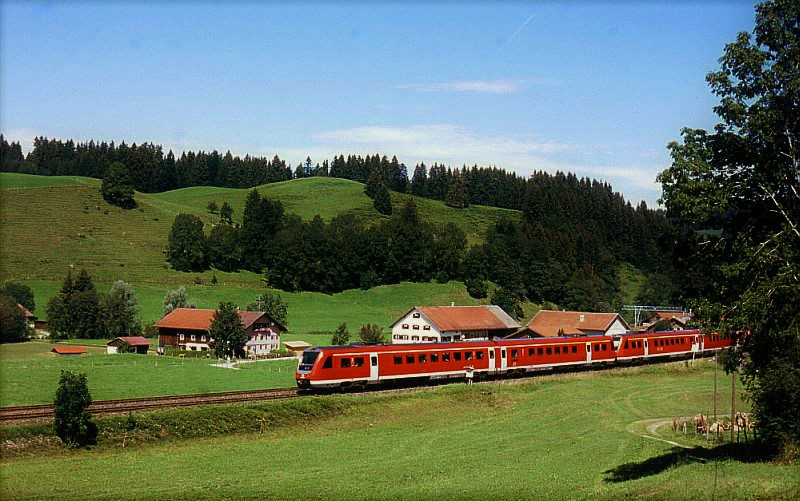
哈尔巴特斯霍芬附近的阿尔高铁路

在经过一个陡峭的坡道和蜿蜒的走向（其中包括艾特朗弯道）后，线路来到金察。比森霍芬至金察之间的垂直落差为100米，而金察以东825米的海拔高度也成为了阿尔高铁路中的最高点。在径直通过一些小型的弯道后，线路便顺谷而下抵达肯普滕。当地也设有岔道分别连接外费恩铁路和新乌尔姆－肯普滕铁路。从肯普滕出发后，线路会经由柔和的弯道来到海拔更高30米的马廷斯泽尔。在抵达马廷斯泽尔前，线路走向是沿着下松特霍芬纳湖岸边伸展。经过4个左弯和5个右弯后，便来到伊门施塔特。在伊门施塔特，线路还会与伊门施塔特－奥伯斯多夫铁路并轨。
随后，线路会通过一个右弯绕行大阿尔卑湖的北部及东部边缘。在来到莱茵河及多瑙河分水岭东部的上施陶芬之前，线路主要是笔直运行在一条陡峭的爬坡路段，并在最后经过一个右弯，藉由上施陶芬隧道抵达上施陶芬车站。从上施陶芬车站出发后，线路会沿着上阿尔根河谷地顺流而下直至原哈尔巴特斯霍芬车站。在抵达哈尔巴特斯霍芬之前则会通过一个左弯跨越上阿尔根河。
在通过了多个弯道后，线路便来到6公里开外的勒滕巴赫。而在通过一个左弯和一个右弯后，线路会顺谷而下笔直前往海门基希。在海门基希之后线路又继续笔直伸展，在已停用的奥普芬巴赫停车点至黑尔加茨之间则有一个半径较大的弯道。该弯道是用于缓解海门基希及黑尔加茨之间近百米的高度落差。阿尔高铁路在海门基希与基斯莱格－黑尔加茨铁路交汇。
从海门基希开始，线路继续笔直伸展直至原雷林格斯停车点前不远处，然后从那里再度发展出两条大弯道，以缓解黑尔加茨至林道间约150米的高度落差。在接近林道-艾萨赫时，阿尔高铁路会与博登湖腰带铁路和福拉尔贝格铁路交汇。最终，线路将通过堤道跨越博登湖，抵达设于林道岛上的林道中央车站。

## 运营

### 短途运输
阿尔高铁路的现有车站基本上均能维持至少每小时1班的短途列车服务。唯一的例外是金察车站——作为德国海拔最高的复线车站，仅有两小时1班的列车服务在此停靠。除了alex在慕尼黑－林道间提供两小时1班的贯穿全线的服务外，阿尔高铁路的各区间还设有来自或去往其它不同线路的的列车服务作为补充（括号内为其它线路目的地）：

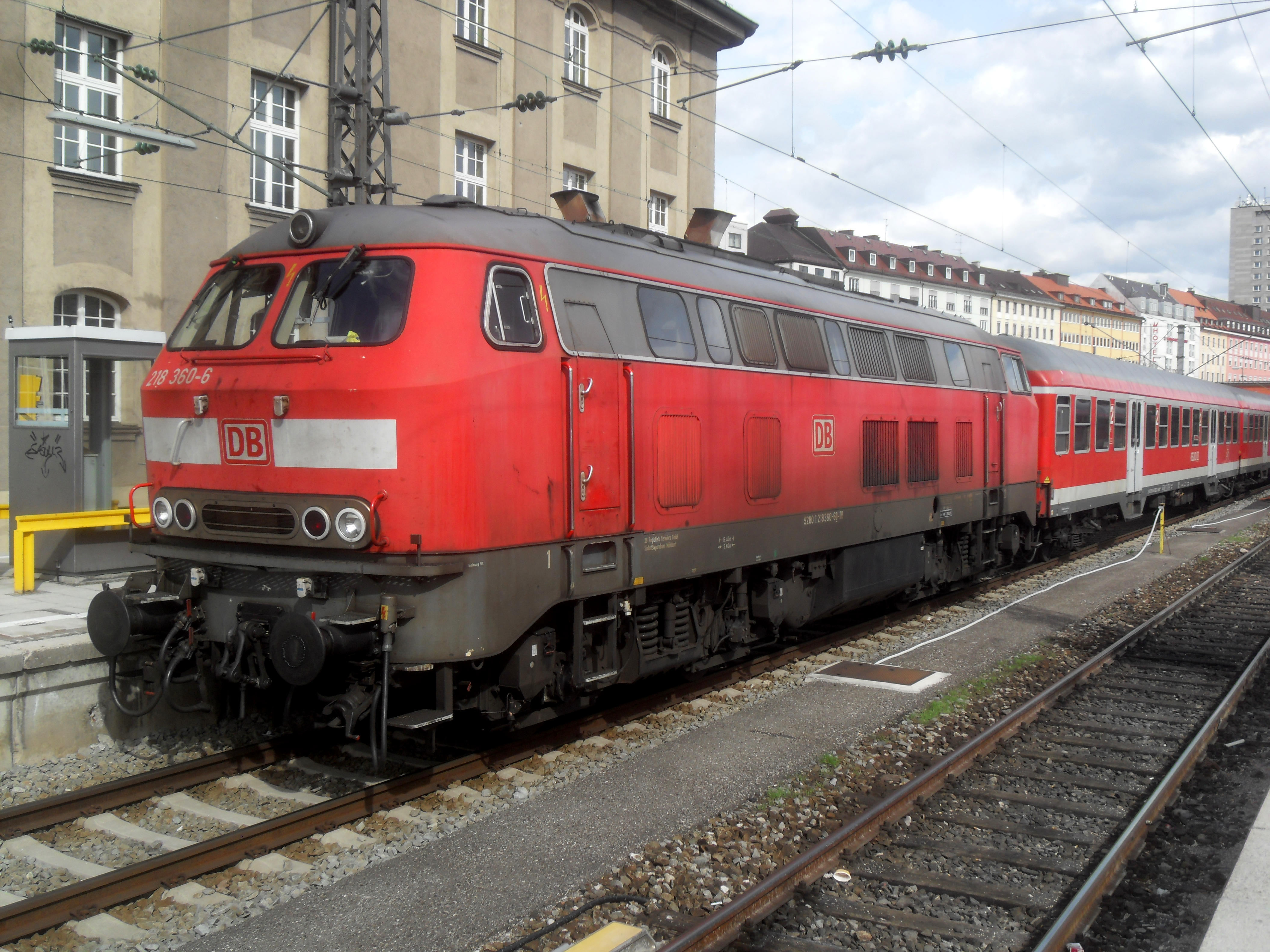
由慕尼黑开往考夫博伊伦的列车

- 慕尼黑－盖尔滕多夫：S4每20/40分钟1班
- 慕尼黑－布赫洛厄（－梅明根）：每两小时1班
- 慕尼黑－肯普滕：每两小时1班
- 慕尼黑－比森霍芬（－菲森）：每两小时1班
- （奥格斯堡－）布赫洛厄－比森霍芬（－菲森）：每两小时1班
- 慕尼黑－伊门施塔特（－奥伯斯多夫）： 每两小时1班
- （乌尔姆－万根－）肯普滕－黑尔加茨/林道：每两小时1班，部分班次终到奥伯斯多夫
- （奥伦多夫－基斯莱格－）黑尔加茨－林道（－腓特烈港）：每两小时1班
- （纽伦堡/奥格斯堡－）布赫洛厄－林道：每两小时1班，部分班次终到奥伯斯多夫

### 长途运输
全欧快车
德国联邦铁路及瑞士联邦铁路于1969年的冬季时刻表调整中共同开行了由慕尼黑至苏黎世、并经由阿尔高铁路运行的全欧快车巴伐利亚号。在1977年5月22日起实施的夏季时刻表中，巴伐利亚号被撤销全欧快车类别，但仍以两舱（一等及二等）车厢等级的编组执行快速列车服务，车次使用D276/277次。
该列车曾在1971年2月9日夜间于艾特朗发生了全欧快车历史上最为严重的一次火车事故，共造成28人罹难，另有42人重伤。
欧城列车
随着欧城列车自1987年5月31日起推行采用，巴伐利亚号也被纳入了这一列车类别。总体而言，慕尼黑至苏黎世间如今每天开行有4对列车，自2002年底开始，它们均以不命名的方式运营。
在1990年代初，往返于慕尼黑－苏黎世的大部分欧城列车班次为节省行车时间，由肯普滕改道经由梅明根前往林道。但如今仅有一对列车仍维持该经由，其车次为EC196/197次。
城际列车
除欧城列车外，每日还开办有汉堡－奥伯斯多夫的城际列车，在阿尔高铁路中经由布赫洛厄－伊门施塔特区间运行；同时另一班由马格德堡－奥伯斯多夫的城际列车也经由阿尔高铁路运行，但仅涉及肯普滕－伊门施塔特区间。
城际快车
随着德国铁路605型柴油动车组（ICE-TD列车）的开发，德国铁路自1999年秋季起开始设想利用该车型担当由慕尼黑－林道－圣加伦－苏黎世之间的新列车服务。ICE列车服务最终得以在2001年的冬季时刻表调整中出台。然而，车辆在运行中展现出了显著的缺陷，只能一再不断的排除解决。2003年7月24日，当该车型的适航审批被撤销后，这一线路的服务被更换为欧城列车车底。在同年8月中旬至12月13日期间，仍有一组ICE-TD列车维持上线运行，而在此之后则被完全替代。

### 货物运输
阿尔高铁路已不再担当国际货运的任务，但它仍然可以作为奥地利阿尔山铁路的一条重要替换线，供柴油动力列车运行。
线路本身仍然可以获得沿线企业每周数次的货物运输任务，例如总部设在布赫洛厄的回收公司和金察的造纸厂。设于艾特朗的油库在2007年底被拆除，但当地的货运专用线仍将继续使用。在肯普滕也有另外一个油库，它会定期经由新乌尔姆－肯普滕铁路运输整列燃料油及柴油。此外在圣芒还有一个金属废料仓库，主要在周一至周五提供服务。